# SugarCo Edizioni
SugarCo Edizioni è una casa editrice italiana fondata a Milano nel 1957.

## Storia
La SugarCo Edizioni fu fondata nel 1957 in Galleria del Corso a Milano, dagli allora ventenni Piero Sugar e Massimo Pini.
La casa editrice esordì con libri di narrativa, pubblicando autori poco noti in Italia, quali Samuel Beckett, Georges Bataille, Henry Miller e il marchese de Sade. Dall'inizio degli anni Sessanta, allargò la propria offerta editoriale in ambito saggistico con le guide di Italia Misteriosa, le collane Argomenti e Nuova Biblioteca Storica. Fecero seguito la traduzione dell'opera omnia di Wilhelm Reich, i testi più noti di György Lukács, la  Storia della Rivoluzione Russa di Lev Trockij e il lancio di Peter Kolosimo. Con la collana Universo Sconosciuto, oltre un centinaio di titoli, vennero esplorati i campi dell'archeologia, dell'esoterismo e della metapsichica.
Negli anni Settanta fu consolidata l'area della saggistica con la collana Fatti e Misfatti: furono pubblicate le Memorie di Kruscev, Kissinger, Alexander Haig e quelle di Andrej Sacharov; oltre ai Diari di Pietro Nenni, lo studio di Amédée Jérôme Langlois su Pierre-Joseph Proudhon e diversi testi di Bettino Craxi. Nel 1977 SugarCo Edizioni contribuisce alla riapertura della rivista Critica Sociale, che aveva chiuso le pubblicazioni nel 1975.
Il pionierismo dell'editore portò a far conoscere Charles Bukowski in Italia. Il 1974 vide la prima uscita di Confesso che ho vissuto, di Pablo Neruda e nel 1978 fu introdotta la collana Tasco, dedicata alle edizioni tascabili dell'editore.
Nel 1993, Massimo Pini cedette la casa editrice a Sergio Cigada, pro-rettore dell'Università Cattolica del Sacro Cuore di Milano.
Negli anni novanta Massimo Introvigne diresse la collana di storia delle religioni e dei gruppi esoterici Nuove Spiritualità, mentre le opere di Francesco Agnoli, Roberto de Mattei, Vittorio Messori e Antonio Socci diedero sostanza a una rinnovata apologetica cattolica. In tale contesto assunse una certa rilevanza la figura di padre Livio Fanzaga, autore di oltre cinquanta titoli, alcuni dei quali divenuti best seller.
In ambito narrativo è degna di nota la diffusione, per la prima volta in Italia, delle opere di Martin Walser, uno dei maggiori scrittori di lingua tedesca.

## Collane principali
- Argomenti
- Classici italiani per il millennio
- Enigmi della Storia
- Nuova Biblioteca Storica
- Le nuove spiritualità
- Tasco
- Universo Sconosciuto
- Vivere meglio

## Autori principali
- Theodor Adorno
- Nanni Balestrini
- Paolo Barbaro
- Samuel Beckett
- Alberto Bevilacqua
- Gaston Boissier
- Charles Bukowski
- William Burroughs
- Nikita Sergeevič Chruščëv
- Sergio Cigada
- Bettino Craxi
- David Davenport
- Umberto Eco
- Livio Fanzaga
- Guglielmo Ferrero
- Arnold Gehlen
- Ania Golędzinowska
- Paolo Gulisano
- Martin Heidegger
- Ágnes Heller
- Hermann Hesse
- Max Horkheimer
- Mario Arturo Iannaccone
- Massimo Inardi
- Massimo Introvigne
- Jack Kerouac
- Henry Kissinger
- Leszek Kołakowski
- Peter Kolosimo
- György Lukács
- Gabriele Mandel
- Roberto Marchesini
- Marshall McLuhan
- Vittorio Messori
- Arthur Miller
- Primo Moroni
- Carlo Napoli
- Pietro Nenni
- Pablo Neruda
- José Ortega y Gasset
- Luciano Pellicani
- Otto Rank
- Wilhelm Reich
- Guy Rocher
- Andrej Sacharov
- Cristina Siccardi
- Georg Simmel
- Antonio Socci
- Oswald Spengler
- Serafino Tognetti
- Peter Tompkins
- Lev Trockij
- Philipp Vandenberg
- Marcello Veneziani
- Roberto Volterri
- Erich von Däniken
- Martin Walser
- James Webb
- Karl August Wittfogel
- Massimo Zaninelli